# Saki Yamazaki
Saki Yamazaki (山崎早紀, Yamazaki Saki), née le 12 novembre 1991 à Kakegawa, est une joueuse de softball internationale japonaise au poste de joueuse de champ extérieur pour le club du Toyota Red Terriers.

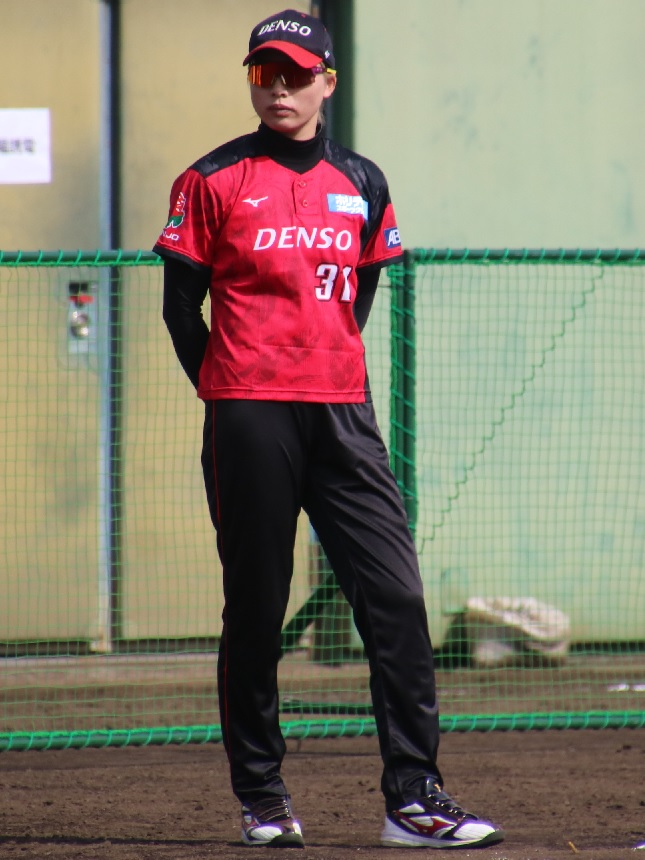
Saki Yamazaki

Elle termine notamment finaliste à deux reprises du Championnat du monde en 2016 et en 2018. Lors du retour du softball au programme des Jeux olympiques d'été, organisés à Tokyo en 2021, elle décroche la médaille d'or avec l'équipe du pays hôte.

## Palmarès
- Jeux olympiques
  -  Médaille d'or aux Jeux olympiques d'été de 2020 à Tokyo
- Championnat du monde
  -  Médaille d'argent au Championnat du monde de 2016 à Surrey
  -  Médaille d'argent au Championnat du monde de 2018 à Chiba
- Jeux asiatiques
  -  Médaille d'or aux Jeux asiatiques de 2018 à Jakarta